# JoeyAK
Joel Eltus Hoop (Amsterdam, 7 januari 1997), beter bekend onder zijn artiestennaam JoeyAK, is een Nederlands rapper van Surinaamse afkomst en veroordeeld crimineel. Hij is onder andere bekend van de nummer één-hit HUTS.

## Carrière
Sinds 2017 brengt Hoop nummers uit onder zijn artiestennaam JoeyAK. Zijn eerste hitnotering had hij te pakken met het nummer Touchdown, dat hij in november 2017 in samenwerking met Jonna Fraser en Sevn Alias uitbracht; het nummer behaalde de 30e plek in de Nederlandse Single Top 100. In de jaren die volgden bracht JoeyAK meerdere nummers uit en werkte samen met artiesten als Esko, Josylvio en Young Ellens.
In januari 2018 bracht JoeyAK zijn debuut-ep uit onder de naam Luitenant; dit behaalde de vijfde plek in de Nederlandse Album Top 100.
April 2021 kwam hij met zijn debuutalbum Bodemboy. In februari 2023 kwam hij met zijn tweede officiële album genaamd Most Hated. Dit is de eerste keer dat een Nederlandse artiest de nummer 1-positie in de Album Top 100 haalt, terwijl hij in hechtenis zat. Eind 2024 kwam hij met de ep Bekijk 't maar.

## Opspraak
- In januari 2020 raakte JoeyAK in opspraak nadat hij hoofdverdachte werd in de zaak van de gewelddadige ontvoering van een 31-jarige Amsterdamse en haar kinderen van 3 en 7 jaar op 31 december 2019.[6] In november 2020 eiste het Openbaar Ministerie 5 jaar celstraf tegen JoeyAK.[7] Hij werd veroordeeld tot 40 maanden cel, waarna het OM hierop in december 2020 in hoger beroep ging.[8] In maart 2022 werd zijn hechtenis vervangen door een enkelband.[9]
- Hoop en drie vrienden vallen op 17 mei een man aan in kledingzaak Four in de P.C. Hooftstraat.[10]
- JoeyAK en acht leden van Zone6 gijzelen op 3 september 2022 een man in Duivendrecht, bedreigen hem en beroven hem van zijn Rolex en zijn Louis Vuittontasje.[10] In maart 2024 werd hij hierdoor veroordeeld tot vier jaar celstraf.[11]